# Codici postali di Capo Verde
I codici di avviamento postale di Capo Verde sono composti da 4 cifre numeriche di cui le prime 2 identificano la contea (o municípios).

## Lista
| Contea                     | Codice |
| -------------------------- | ------ |
| Boa Vista                  | 51xx   |
| Brava                      | 91xx   |
| Maio                       | 61xx   |
| Mosteiros                  | 81xx   |
| Paul                       | 12xx   |
| Porto Novo                 | 13xx   |
| Praia                      | 74xx   |
| Ribeira Brava              | 31xx   |
| Ribeira Grande             | 11xx   |
| Ribeira Grande de Santiago | 74xx   |
| Sal                        | 41xx   |
| Santa Catarina             | 72xx   |
| Santa Catarina do Fogo     | 82xx   |
| Santa Cruz                 | 73xx   |
| São Domingos               | 75xx   |
| São Filipe                 | 82xx   |
| São Lourenço dos Órgãos    | 73xx   |
| São Miguel                 | 76xx   |
| São Salvador do Mundo      | 72xx   |
| São Vicente                | 21xx   |
| Tarrafal                   | 71xx   |
| Tarrafal de São Nicolau    | 31xx   |